# Arthur Guinness, 4. Earl of Iveagh
Arthur Edward Rory Guinness, 4. Earl of Iveagh (* 10. August 1969) ist ein britischer Peer und Politiker.

## Leben und Karriere
Arthur Guinness ist ein Mitglied der berühmten, aus Irland stammenden Familie Guinness. Sein Vater war Arthur Guinness, 3. Earl of Iveagh.
Am 18. Juni 1992 erbte er beim Tod seines Vaters dessen Titel als Earl of Iveagh sowie den damit verbundenen Sitz im House of Lords. Er gehörte der Fraktion der Crossbencher an, bis er den Parlamentssitz 1999 mit dem House of Lords Act 1999 verlor. In der zweiten Hälfte der 1990er Jahre galt Guinness mit einem damals geschätzten Vermögen von 2 Milliarden Pfund als reichster Mensch der Welt, der jünger als 30 Jahre war. 2009 stand er auf Platz 52 der Sunday Times Rich List.
Guinness lebt auf dem 91 km² großen Landsitz Elvenden in Suffolk, der seit mehr als 110 Jahren im Besitz der Earls of Iveagh ist, und betreibt dort Landwirtschaft. Das frühere Hauptgebäude Elvenden Hall wird allerdings nicht mehr bewohnt. Der Betrieb gilt als das größte Landgut des Vereinigten Königreichs. Den früheren Stammsitz der Familie in Irland, Farmleigh, verkaufte Guinness 1999 an den irischen Staat, der diesen nunmehr für repräsentative Zwecke nutzt.
Er ist seit 2001 mit Claire Hazell verheiratet. Das Ehepaar hat einen Sohn, Arthur Benjamin Geoffrey Guinness, Viscount Elveden (* 2003).